# Хлорацетальдегид
Хлорацетальдегид (монохлорацетальдегид, хлорэтаналь, хлоруксусный альдегид) — хлорорганическое соединение класса альдегидов с одной карбонильной группой с формулой ClCH2CHO.
Обычно встречается не в безводной форме, а в виде полуацеталя.

## Физические свойства
Бесцветная жидкость с резким запахом. 

## Получение
Хлорацетальдегид был впервые получен из винилхлорида и хлорноватистой кислоты в присутствии закиси ртути. Позднее для получения хлорацетальдегида было применено разложение хлорированных ацеталей щавелевой кислотой, а впоследствии осуществлён синтез из винилхлорида и хлорной воды (получается гидратированный хлорацетальдегид):
{\displaystyle {\mathsf {ClCH{\text{=}}CH_{2}+Cl_{2}+H_{2}O\rightarrow ClCH_{2}CHO+2HCl}}}
Но из-за склонности хлорацетальдегида к быстрой полимеризации данные методы оказались неподходящими для его ни лабораторного, ни промышленного получения.
Затем были разработаны методы синтеза хлорацетальдегида из винилацетата и хлорированием ацетальдегида.
Безводный хлорацетальдегид получают из гидрата азеотропной перегонкой с хлороформом, толуолом или тетрахлорметаном.

## Применение
Хлорацетальдегид используется в синтезе 2-аминотиазола. Также применяется для облегчения удаления коры с деревьев.

## Токсичность
При введении в желудок у мышей ЛД50 = 50 мг/кг, у кроликов — 1,4 г/кг. Однократное введение в желудок белым крысам и собакам дозы 10 г/кг не приводило к гибели.